# Jevgenij Dementiev
Jevgenij Aleksandrovitj Dementiev (ry: Евгений Алексадрович Дементьев), född 17 januari 1983 i Tajozjnyj, Chantien-Mansien, rysk längdskidåkare.
Vann dubbeljakten 15+15 km i OS i Turin 2006 och tog silver i 50 km masstart.
Under 2009 åkte han fast för dopning.